# El Basco
El Basco, titulado en una primera etapa El Vasco, fue un periódico editado en Bilbao entre 1884 y 1898.

## Descripción
Fundado por Estanislao Jaime de Labayru y Ángel de Iturralde, El Vasco nació en 1884, con un prospecto de 27 de febrero y un primer número de 1 de marzo. Se llamaría así hasta 1890, cuando cambió por El Basco. Tuvo como directores a Miguel Ortigosa, Enrique de Olea y José de Liñán, conde de Doña Marina, que ocupó el cargo hasta 1897. Entre sus colaboradores se cuentan el propio Layburu, José Joaquín Ampuero y del Río, Andrés Pérez Cardenal y Ramón Quintero Martínez. El periódico, que llevaba los subtítulos de «periódico católico político» y «Dios, Fueros, Patria y Rey», se publicaba a cuatro páginas de 56 por 39 centímetros y a cinco columnas.
En sus páginas Eustaquio de Echave-Sustaeta mantuvo una intensa polémica con Sabino Arana, quien acusaba al carlismo de «falso fuerismo», pues, según el fundador del nacionalismo vasco, los carlistas solo defendían unos privilegios otorgados por un monarca español. En respuesta, Echave-Sustaeta acusó a Arana de desconocer la doctrina carlista y afirmó que los fueros jurados por Don Carlos en Guernica y Villafranca eran los únicos y verdaderos fueros que conocían los vasos.
Celestino Alcocer, propietario y director en la última época, fue encarcelado por una campaña, y en 1898 la publicación fue suspendida por la autoridad militar.